# 克里斯蒂安·特勒格尔
克里斯蒂安·特勒格尔（德語：Christian Tröger，1969年10月6日—），德国男子游泳运动员，主攻自由泳。他曾代表德国参加1992年、1996年和2000年夏季奥林匹克运动会游泳比赛，获得三枚铜牌。